# Флаг Вешняков
Флаг внутригородского муниципального образования Вешняки́ в Восточном административном округе города Москвы Российской Федерации.
Флаг утверждён 3 июня 2004 года и является официальным символом муниципального образования Вешняки.

## Описание
«Флаг муниципального образования Вешняки представляет собой двустороннее, прямоугольное полотнище с соотношением сторон 2:3.
Полотнище флага состоит из верхней чёрной полосы, ширина которой составляет 1/4 ширины полотнища, и двух квадратных нижних частей: прилегающей к древку белой и красной.
В центре чёрной полосы помещено изображение жёлтой графской короны между двух жёлтых уширенных крестов. Габаритные размеры изображения составляют 2/3 длины и 3/20 ширины полотнища.
В центре белой части помещено изображение дуба с зелёной кроной, чёрными корнями и стволом. Габаритные размеры изображения составляют 5/24 длины и 1/2 ширины полотнища.
В центре красной части помещено изображение белого пеликана, кормящего кровью из разорванной груди трёх белых птенцов в гнезде; гнездо и капли крови жёлтые. Габаритные размеры изображения составляют 5/24 длины и 1/2 ширины полотнища».

## Обоснование символики

Герб рода графов Шереметевых.

Графская корона и два уширенных креста заимствованы из герба графов Шереметевых, владевших ранее землями муниципального образования, где располагается их бывшая усадьба Кусково выдающийся памятник архитектуры XVIII века.
Пеликан, являющийся символом милосердия, самопожертвования и попечительства, указывает на наличие большого количества учреждений здравоохранения (одной из крупнейших в городе больницы № 15, роддома, дома ребёнка и др.).
Зелёный дуб символизирует важное значение «кумиропоклонного» дуба в родословной легенде рода Шереметевых, а также то, что Вешняки - один из самых зелёных районов Москвы (зелёные насаждения занимают более половины площади муниципального образования, в том числе памятник садово-паркового искусства Кусковский парк).